# Pickpocket
Pickpocket ist ein französischer Spielfilm des Regisseurs Robert Bresson aus dem Jahre 1959.

## Handlung
Pickpocket handelt von dem jungen Intellektuellen Michel, der langsam der Obsession verfällt, Taschendiebstähle begehen zu müssen. Zunächst bestiehlt er seine Mitmenschen aus Habgier, mit der Zeit allerdings wird das Stehlen zum Selbstzweck und Michel verfolgt sein kriminelles Handeln immer mehr als Passion. Nachdem er bei einem seiner anfangs dilettantischen Diebstahlversuche erwischt wurde, lässt er sich von einem professionellen Taschendieb ausbilden. Im Verlauf des Films zeigt sich eine immer größere emotionale Abhängigkeit des Protagonisten zu seinen Taten. Obwohl Michel engen Kontakt zu seiner kranken Mutter hat und von seiner Freundin Jeanne aufrichtig geliebt wird, vermögen diese menschlichen Beziehungen nicht den Grad an Befriedigung zu verschaffen, wie es das Stehlen vermag. Selbst am Ende des Films nimmt er die strafrechtlichen Konsequenzen seines Tuns leichtfertig in Kauf, als stelle der Taschendiebstahl eine unüberwindbare Sucht für ihn dar.
Auch bei Jeannes erstem Besuch im Gefängnis weist er sie noch zurück. Erst ein darauf folgender Brief von ihr führt zu Michels Läuterung, und der Film schließt mit seinem berühmt gewordenen Satz: „O Jeanne! Welch seltsamen Weg musste ich gehen. bis ich zu dir fand!“
Nur durch diese letzten zwei Szenen erschließt sich der Sinn des Textes der Rolltitel, mit dem der Film beginnt: „Dies ist kein Kriminalfilm. Ziel des Autors ist es, in Bild und Ton darzustellen, wie ein junger Mensch´ins Verderben gerissen wird. Durch seine Schwäche wird er zum Taschendieb. Dafür war er nicht geschaffen. Doch auf seltsamen Wegen finden dadurch zwei Seelen zueinander, die sich sonst wohl nie begegnet wären.“

## Hintergrund
Pickpocket gilt als einer der stilechtesten Filme von Robert Bresson. Die Sequenzen des Films sind miteinander verbunden durch einen aus dem Off gesprochenen „inneren Monolog“ des Protagonisten Michel, der seine – ihm in manchen Situationen selbst nicht verständliche – Handlungsweise schildert. Der emotionslos rezitierte Text ist, so zeigt es der Film in einigen Einstellungen, der seiner später festgehaltenen schriftlichen Aufzeichnungen über die durchlebte Zeit. Bresson setzte in Pickpocket, wie auch in vielen seiner Filme, Laiendarsteller ein, die er Modelle nannte und anwies, keinerlei Schauspieltechniken zu verwenden, sondern sich nahezu dokumentarisch distanziert durch seine Filme zu bewegen. Er setzte Musik sehr sparsam und nur in bestimmten, entscheidenden Momenten des Films ein, um dem Zuschauer ein größtmögliches Maß an Freiheit in der Deutung der Figuren und ihrer Handlungen zu lassen.

## Rezeption
Der Filmkritiker Roger Ebert sieht in Pickpocket Anleihen an Dostojewskis Verbrechen und Strafe. Bressons Michel handle wie der Protagonist Raskolnikov, der sich auf kriminellen Wege Geld beschafft, um seine Träume zu verwirklichen.
Für das Lexikon des internationalen Films war Pickpocket „[e]ine in der typischen Formsprache Bressons [...] gehaltene spröde Charakterstudie.“ Diese sei typischerweise geprägt von „Groß- und Detailaufnahmen, monologische[r] und elliptische[r] Erzählstruktur, Bedeutung[en] des Gegenständlichen“. Der Film passe sich „kontrastreich in das Aufbruchsjahr der französischen Nouvelle Vague“ ein.

## Auszeichnungen
- Internationale Filmfestspiele Berlin 1960: Robert Bresson, Nominierung Goldener Bär[9]